# Mohammed Chahim
Mohammed Chahim (Fès, 18 april 1985) is een Nederlandse politicus van Marokkaanse afkomst. Sinds 2 juli 2019 is hij namens de Partij van de Arbeid (PvdA) lid van het Europees Parlement. Hij maakt deel uit van de fractie van de Progressieve Alliantie van Socialisten en Democraten (S&D).

## Loopbaan
Mohammed Chahim werd in 1985 geboren in Fès, Marokko en groeide op, na eerst een aantal jaar in Weert te hebben gewoond, in Helmond. Zijn ouders woonden vanaf het einde van de jaren zestig in Weert, waar de rest van zijn gezin, bestaande uit vijf broers en een zusje, zijn geboren. Van daaruit verhuisde het gezin Chahim naar Helmond. Hier groeide hij op in de binnenstad en heeft Chahim het diploma vwo behaald aan het Dr. Knippenbergcollege.
Na het afronden van de middelbare school in 2003 begon Chahim aan de studie econometrie aan de Universiteit van Tilburg. Na lid te zijn geworden van de PvdA werd hij in 2006 verkozen als gemeenteraadslid van Helmond.
In 2007 studeerde hij af in Econometrie & Operations Research met een specialisatie in kwantitatieve financiën en actuariële wetenschappen. Na het voltooien van een Research Master (micro-economie) startte hij in september 2008 als promovendus eveneens aan de Universiteit van Tilburg. In februari 2013 heeft hij zijn proefschrift 'Impulse Control Maximum Principle: Theory and Applications' succesvol verdedigd en promoveerde hij aan deze universiteit. Een jaar later werd Chahim fractievoorzitter van de PvdA-Helmond.
Na het behalen van zijn PhD was hij tot juli 2019 werkzaam als onderzoeker bij TNO in Delft met als onderzoeksvelden duurzaamheid, circulaire economie en regionale economie. Bij de Europese Parlementsverkiezingen 2019 werd Chahim verkozen en op 2 juli geïnstalleerd als lid van het Europees Parlement. Hij maakt sindsdien deel uit van de fractie van de Progressieve Alliantie van Socialisten en Democraten in het Europees Parlement.
Sinds april 2021 is Chahim ook ondervoorzitter van de S&D en in december 2021 werd hij herkozen voor 2,5 jaar. Als ondervoorzitter heeft hij de Green Deal als portefeuille. Verder is Chahim rapporteur van het Mechanisme voor koolstofcorrectie aan de grens (CBAM) dossier binnen de ENVI-commissie. Dit is een belangrijk dossier binnen het Europese Fit for 55-pakket en heeft tot doel industrieën eerlijk te laten betalen voor hun CO2-uitstoot, binnen en buiten Europa. Chahim zegt het CBAM te zien als "een ambitieus voorstel". "Deze koolstofgrenscorrectie is een instrument dat bij zal dragen aan wereldwijde verduurzaming, doordat er heffingen aan de Europese grens betaald moeten worden voor vervuilende producten".

### Commissies en delegaties
- De commissie voor milieubeheer, volksgezondheid en voedselveiligheid
- De commissie voor industrie, onderzoek en energie
- Speciale commissie voor de COVID-19-pandemie
- De onderzoekscommissie naar de bescherming van dieren tijdens vervoer
- Delegatie voor de betrekkingen met India
- Delegatie voor de betrekkingen met het Arabisch schiereiland

## Publicaties
- Proefschrift Impulse Control Maximum Principle: Theory and Applications
- Chahim, Mohammed, Diederik Gommers en Egge van der Poel, Opinie: Snellere vaccinatie? Stop dan het Europese verzet tegen de tijdelijke overdracht van patenten coronavaccins (21 april 2021)
- Mohammed Chahim, Interview: ‘Vergis je niet, de klimaattop in Glasgow wordt een succes’ (8 november 2021)
- Mohammed Chahim en Evelyn Hijink, Opinie: Boeren hebben alleen nog een reëel verdienmodel als ze overgaan tot megaproductie (28 januari 2021)